# Василий Блюхер
Вижте пояснителната страница за други личности с името Блюхер.
Васѝлий Константѝнович Блю̀хер (на руски: Василий Константинович Блюхер) е съветски военен, държавен и партиен деец, маршал на Съветския съюз (1935). Загива по време на сталинските репресии. Реабилитиран след XX конгрес на КПСС през 1956 г.

## Биография

### Ранни години
Василий Блюхер е роден на 1 декември 1889 г. в с. Баршчинка (Ярославска губерния) в селско семейство.
Прадядото на Блюхер е селянин, зачислен като войник и върнал се от Кримската война с много награди. Помешчикът на шега го нарича на фамилията на знаменития тогава пруски фелдмаршал Гебхард Блюхер. С времето от шега става истинска фамилия.
През 1904 г., след година в църковно училище, бащата на Василий го завежда на работа в Петербург. Блюхер работи в магазин и като черноработник в машиностроителен завод (откъдето е уволнен за участие в работнически митинги). В търсене на работа Блюхер пристига в Москва. През 1909 г. постъпва като шлосер в Митишчинския вагоностроителен завод. На следващата година, за призив към стачка, е арестуван и осъден на затвор.
С началото на Първата световна война е изпратен на фронта като редник. Блюхер служи в 8-а армия, командвана от генерал Алексей Брусилов. За бойни отличия е награден с два Георгиевски кръста и други медали, и произведен в младши унтерофицер. През 1915 г., след тежко раняване при Тернопол е освободен от военна служба. Постъпва в Сормовския корабостроителен завод в Нижни Новгород, после се премества в Казан и започва работа, отново в завод. Постъпва в болшевишката партия.

### Революции и Гражданска война
През май 1917 г. Блюхер се запознава с Валериан Куйбишев, който го изпраща в 102-ри запасен полк за агитация. Там Василий е избран в полковия комитет и градския съвет на войнишките депутати. В началото на Октомврийската революция Блюхер е член на Самарския военнореволюционен комитет.
Блюхер е активен участник в гражданската война – през 1918 г., начело на отряд, е изпратен в Южен Урал за борба с частите на генерал Александър Дутов. Партизанската армия, начело с Блюхер извършва 40-дневен рейд, преминавайки с боеве над 1500 км. През същата година Блюхер командва 30-а стрелкова дивизия в Сибир и се сражава срещу войските на Александър Колчак Проявява се като талантлив пълководец и особено се отличава в боевете за Каховския плацдарм и в Перекопско-Чонгарската операция.
През 1921 г. е назначен за военен министър и главнокомандващ на Народнореволюционната армия на Далекоизточната република, провежда нейната реорганизацията, укрепва дисциплината и удържа победа, превземайки Волочаевския укрепен район.
Награден с 4 ордена „Червено знаме“.

### Кариера
От 1922 до 1924 г. е комендант и военен комисар на Петроградския укрепен район. От 1924 до 1927 г. е главен военен съветник в Китай, използвайки псевдонима „Зой Галин“ (в чест на дъщеря си Зоя и жена си – Галина). В периода 1927 – 1929 г. служи като помощник-командир на Украинския военен окръг. През 1929 г. е назначен за командващ Специалната далекоизточна армия.
През юли 1938 г., по време на бойните действия при езерото Хасан, в резултат на допуснати грешки съветските войски понасят големи загуби и се сдобиват с успех едва на [10 август. Главният военен съвет (Климент Ворошилов, Семьон Будьони, Вячеслав Молотов, Йосиф Сталин и др.) отбелязва, че при езерото Хасан са се проявили „огромните недостатъци в състоянието на Далекоизточния фронт“. Блюхер, заедно с другите, е обвинен, че „не е съумял или не е искал напълно да очисти фронта от враговете на народа“. Едва при Йосиф Апанасенко (назначен за командващ фронта в началото на 1941 г.) е ликвидирана опасността от обкръжение: дотогава единственият път за снабдяване е железопътната линия, която е можела лесно да бъде прерязана от неголяма група диверсанти. Апанасенко с рекордни темпове построява паралелен автомобилен път, значително повишавайки боеготовността на Далекоизточния фронт.

### Репресии в армията
Сталин включва Блюхер в състава на Специалното съдебно присъствие на Върховния съд на СССР, осъдило на смърт група висши съветски военачалници по делото „Тухачевски“ (юни 1937 г.) След година в хода на последвалите това дело репресии в РККА през 1937 – 1938 г. е арестуван и самият Блюхер. В затвора е подложен на мъчения и побой. На 9 ноември 1938 г., намирайки се под следствие, Блюхер умира в Лефортовския затвор. По заключение на съдебно-медицинската експертиза смъртта на маршала е настъпила от запушване на артерия на крака от тромб, образуван в областта на таза. Извадено е едното му око. На 10 март 1939 г., посмъртно със задна дата, е лишен от званието маршал и осъден на смърт „за шпионаж в полза на Япония, участие в антисъветска дясна организация и военен заговор“.
Блюхер се е женил 3 пъти. Жените от първите му бракове Галина Покровска и Галина Колчугина, както и брат му капитан Павел Блюхер и жената на Павел също са разстреляни. Третата му жена Глафира Лукинична Безверхова е осъдена на 8 години изправително-трудов лагер.
Реабилитиран е след XX конгрес на КПСС през 1956 г. Тогава са реабилитирани и останалите живи членове на семейството му.
На името на Блюхер са наречени улици в Омск, Ярославл, Херсон, Оха, Новосибирск, Екатеринбург, Челябинск, Озьорск, Уфа, Иркутск, Санкт-Петербург, Рибинск, Самара, Севастопол, Симферопол, Керч, Киров, площад в Хабаровск, булевард в Усурийск.
На него е наименуван и най-големият речен буксир-влекач в СССР.

## Спомени
- Блюхер, Глафира Л. Воспоминания о муже – Маршале В. К. Блюхере. Тюмень, Институт проблем освоения Севера СА РАН, 1996, 145 с.

|  | Тази страница частично или изцяло представлява превод на страницата „Блюхер, Василий Константинович“ в Уикипедия на руски. Оригиналният текст, както и този превод, са защитени от Лиценза „Криейтив Комънс – Признание – Споделяне на споделеното“, а за съдържание, създадено преди юни 2009 година – от Лиценза за свободна документация на ГНУ. Прегледайте историята на редакциите на оригиналната страница, както и на преводната страница, за да видите списъка на съавторите. ВАЖНО: Този шаблон се отнася единствено до авторските права върху съдържанието на статията. Добавянето му не отменя изискването да се посочват конкретни източници на твърденията, които да бъдат благонадеждни. |